# István Boros
István Boros [ˈiʃtvaːn ˈboroʃ] (* 1908 oder 1909; † 1994) war ein ungarischer Tischtennisspieler. Er wurde mit Ungarn 1933 Mannschaftsweltmeister.
Bei den nationalen ungarischen Meisterschaften gewann Boros dreimal einen Titel: 1933 im Doppel mit Béla Nyitrai und im Mixed mit Mária Mednyánszky sowie 1938 im Doppel mit Victor Barna.
Vor dem Zweiten Weltkrieg nahm Boros ab 1929 neunmal für Ungarn an Weltmeisterschaften teil. 1933 gewann er mit der ungarischen Mannschaft die Goldmedaille.
Nach dem Krieg emigrierte er nach England, unter dessen Flagge er 1949 zu seiner zehnten Weltmeisterschaft antrat. Ende der 1940er und noch in den 1950er Jahren tingelte er zusammen mit Victor Barna und Richard Bergmann durch Europa, um mit Schaukämpfen Tischtennis populärer zu machen. Wegen seiner Verdienste für den internationalen Tischtennissport wurde er 1989 mit dem ITTF Merit Award ausgezeichnet.
Boros war Ehrenpräsident der Vereinigung Swaythling Club International. Zuletzt lebte er in London.

## Turnierergebnisse
| Verband | Veranstaltung     | Jahr | Ort       | Land | Einzel     | Doppel        | Mixed         | Team |
| ------- | ----------------- | ---- | --------- | ---- | ---------- | ------------- | ------------- | ---- |
| ENG     | Weltmeisterschaft | 1949 | Stockholm | SWE  | letzte 128 | letzte 32     | keine Teiln.  |      |
| HUN     | Weltmeisterschaft | 1938 | Wembley   | ENG  | letzte 64  | Viertelfinale | Viertelfinale |      |
| HUN     | Weltmeisterschaft | 1937 | Baden     | AUT  | Qual       | letzte 32     | Viertelfinale |      |
| HUN     | Weltmeisterschaft | 1936 | Prag      | TCH  | letzte 16  | Viertelfinale | letzte 32     |      |
| HUN     | Weltmeisterschaft | 1934 | Paris     | FRA  | letzte 16  | Halbfinale    | keine Teiln.  |      |
| HUN     | Weltmeisterschaft | 1933 | Baden     | AUT  | letzte 16  | letzte 16     | letzte 32     | 1    |
| HUN     | Weltmeisterschaft | 1932 | Prag      | TCH  | Halbfinale | Halbfinale    | keine Teiln.  |      |
| HUN     | Weltmeisterschaft | 1931 | Budapest  | HUN  | letzte 16  | Viertelfinale | keine Teiln.  |      |
| HUN     | Weltmeisterschaft | 1930 | Berlin    | FRG  | letzte 16  | letzte 16     | Viertelfinale |      |
| HUN     | Weltmeisterschaft | 1929 | Budapest  | HUN  | letzte 32  | keine Teiln.  | keine Teiln.  |      |